# Юбилейный крест 1908 года
Юбилейный крест 1908 года (нем. Jubiläumskreuz 1908) — австро-венгерская памятная награда, учрежденная 14 августа 1908 года императором Францем Иосифом I по случаю празднования 60-летия его правления, запланированного на 2 декабря 1908 года. 
Было три варианта награды:
- для военнослужащих;
- для членов императорского и королевского двора;
- для госслужащих.

Форма медали и размеры ленты были одинаковыми во всех трёх вариантах, отличались только цвета лент, и в каждом варианте были свои требования для награждения.

## Описание награды

### Медаль

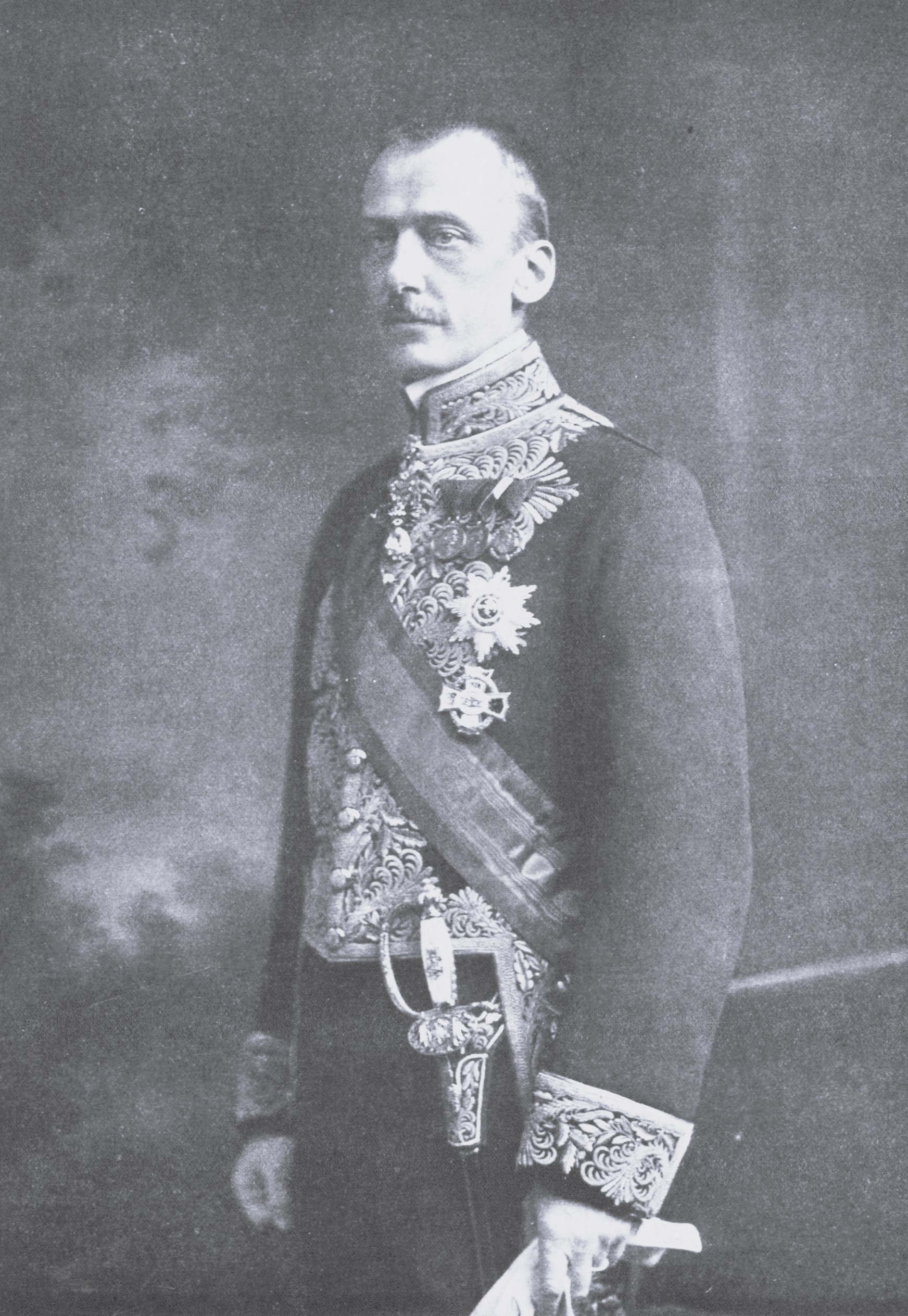
Оттокар Чернин с бронзовой Юбилейная памятная медаль 1898 года, Юбилейной памятной медалью гражданских государственных служащих и Юбилейным крестом гражданских государственных служащих, каждая на треугольной ленте на левой стороне груди (1918)

Украшение, созданное придворным медальером Рудольфом Маршаллом, представляет собой лапчатый крест диаметром 37 мм, крестовины которого соединены лавровым венком. Центр креста перекрыт круглым медальоном диаметром 20 мм, на котором изображён повернутый влево профиль императора в мундире фельдмаршала с орденом Золотого руна. На левом краю медальона надпись «FRANC IOS I». Обратная сторона креста гладкая, на круглом центральном щите в две строки расположены годы «1848–1908».

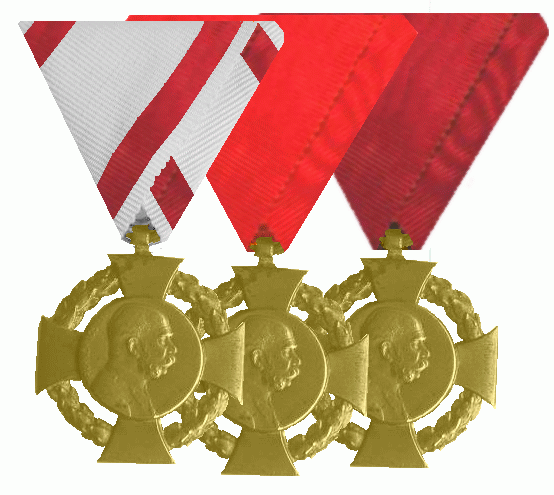
Слева на право: Юбилейный крест для военнослужащих, придворных и государственных служащих

Награда носилась с левой стороны груди на треугольной ленте шириной 40 мм.

## Условия награждения
В отличие от Юбилейной памятной медали 1898 года, награждённый мог носить только одну из трёх версий Юбилейного креста, причём только самого высокого уровня, из тех, на получение которых он имел право. Высший по значимости из трёх наград был Юбилейный военный крест.

### Юбилейный военный крест
Юбилейный военный крест был учреждён 14 августа 1908 года. Награждались находившиеся на военной службе по состоянию на 2 декабря 1908 года. Также его могли получить ушедшие в отставку военнослужащие, имевшие опыт активной военной службы в период с 1848 по 1908 год.
31 декабря 1914 года было решено, что все офицеры и военные чиновники, действовавшие в то время, теперь также будут награждены Военным юбилейным крестом, если они уже находились в отставке или в резерве на 2 декабря 1908 года. Если на тот момент они уже были награждены другим вариантом юбилейного креста, его заменили на Юбилейный военный крест.

### Юбилейный крест для госслужащих
Юбилейный крест для государственных служащих был учреждён 14 августа 1908 года. Он предназначалось для всех лиц, достигших на 2 декабря 1908 года 21-летнего возраста и состоявших на действительной государственной службе не менее трёх лет на момент 2 декабря.

### Юбилейный крест для придворных
Юбилейный крест для придворных был учреждён 29 сентября 1908 года. Он предназначался для членов двора, находившихся на действительной службе по состоянию на 2 декабря 1908 года или оставивших таковую службу в период с 1898 по 1908 год. Бывшие же члены императорской гвардии имели право на награждение только в том случае, если они завершили свою службу в период с декабря 1907 по декабрь 1908 года.